# أمجد علي شاه
نَجْمُ الدَّوْلَةِ أَبُوْ المُظَفَّرِ مُصْلِحُ الدَّيْنِ مُحَمَّد أَمْجَد عَلِيّ شَاْه (بالهندية: अमजद अली शाह)، (بالأردية: امجد على شاه)، (قرابة 30 يناير 1801–13 فبراير 1847) هو رابع ملوك مملكة أوده، توج في قصر فرحات في لكهنؤ بتاريخ 7 مايو 1842 وقد ظل حاكمًا حتى مماته في العاصمة بتاريخ 13 فبراير 1847 للميلاد.

## الإدارة والحكم
بدأ حكمه في مايو 1842 للميلاد، كانت إدارته مسؤولة عن بناء جسر جديد فوق نهر جومتي وطريق معبد من لكهنؤ إلى كانبور. كما قام ببناء حضرة گنج وأمين آباد وأسواق التسوق الرئيسية في لكهنؤ.

## مرضه ومماته
توفي أمجد علي شاه بمرض السرطان بتاريخ 13 فبراير 1847 للميلاد عن عمر يناهز 47 عامًا. دفن في سيبتاين آباد في الجزء الغربي من حضرت كنج في لكهنؤ. وقد خلفه ابنه واجد علي شاه.

## أنظر ايضًا
- دولة أوده
- محمد علي شاه
- الشيعة في الهند
- الشيعة في باكستان